# Войрш, Удо фон
Удо фон Войрш, полное имя — Удо Густав Вильгельм Эгон фон Войрш (нем. Udo Gustav Wilhelm Egon von Woyrsch; 24 июля 1895 года, поместье Швановиц, округ Бриг, Силезия, Германская империя — 14 января 1983 года, Биберах-на-Рисе, Баден-Вюртемберг, ФРГ), один из руководителей карательных органов нацистской Германии , обергруппенфюрер СС (1 января 1935 года) и генерал полиции (15 апреля 1941 года).

## Биография
Войрш происходил из старинного южно-богемского дворянского рода и был сыном прусского королевского камергера и землевладельца Гюнтера фон Войрша (Günther von Woyrsch; 1858—1923) и его супруги Гертруды графини фон Пфайл унд Кляйн-Эльгут (Gertrud Gräfin von Pfeil und Klein-Ellguth; 1866—1956). Его дядей был прусский генерал-фельдмаршал Ремус фон Войрш (Remus von Woyrsch; 1847—1920).
Образование получил в кадетском корпусе (1908—1914). С весны 1914 года фенрих (прапорщик), с 10 августа 1914 года вступил в сухопутные войска в чине лейтенанта. Участник Первой мировой войны, был командиром кавалерийского эскадрона, начальником штаба кавалерийской бригады; обер-лейтенант. За боевые отличия награждён Железным крестом 1-го и 2-го класса. 9 февраля 1919 года был переведён в пограничные войска в Силезии. 23 августа 1920 года вышел в отставку и стал заниматься сельским хозяйством в имении своего отца.
25 июня 1924 в поместье Пишковиц в Нижней Силезии он женился на Мари-Еве фон Айхборн (Marie-Eva von Eichborn; 5 марта 1902 — ?), дочери землевладельца Вольфганга фон Айхборна (Wolfgang von Eichborn) и Эдельгарды фон Розен (Edelgard von Rosen) (династия Нойдорф). Этот брак закончился разводом 19 мая 1933 в Бриге (Нижняя Силезия).
В 1930 году вступил в НСДАП (партбилет № 162 349) и в СС (билет № 3689). С июня 1930 года был командиром областного отряда СС в Силезии. 31 ноября 1930 года произведён в штурмбаннфюреры СС. С 1 марта по 1 сентября 1931 года был командиром 16-го штандарта СС «Нижняя Эльба» (Бреслау), а с 11 марта по 1 сентября 1931 года — также штандартов СС 23-го «Верхняя Силезия» (Оппельн) и 8-го «Нижняя Силезия» (Хиршерг). С 1 сентября 1931 года — командир 6-го абшнита СС (Бриг), с 15 марта 1932 года — оберабшнита СС «Юго Восток» (Бриг).
С 1933 года — прусский государственный советник. В марте 1933 года был избран депутатом Рейхстага от Бреслау, переизбирался затем депутатом осенью 1933, в 1936 и в 1938 году.
Активный участник «Ночи длинных ножей» (т. н. «Путч Рёма») — уничтожения высшего руководства СА 30 июня — 2 июля 1934 года. Как командующий оберабшнитом СС он получил тогда от премьер-министра Пруссии Г. Геринга все властные полномочия в Силезии. Благодаря Войршу в Силезии было уничтожено больше людей, чем в других провинциях Германской империи, если не считать настоящие центры массовых убийств Берлин и Мюнхен. При этом в Силезии был убит ряд непричастных к СА и его руководству лиц. Превышение Войршем своих полномочий привело к тому, что несколько позднее он был выведен из Прусского государственного совета и освобождён со всех занимаемых им постов в Силезии.
21 сентября 1934 года Войрш женился во второй раз в Бад-Зальцбрюнне (Нижняя Силезия) на Инец Фреиин Чаммер унд Квариц (Inez Freiin von Tschammer und Quaritz; 21 декабря 1908 — ?), дочери землевладельца Зигфрида барона Чаммер унд Квариц (Siegfried Freiherr von Tschammer und Quaritz) и Эдиты фон Лирес унд Вилькау (Edith von Lieres und Wilkau) (династия Штефансхайн). От этого брака у него было четверо детей.
1 января 1935 года был зачислен в Штаб рейхсфюрера СС.
3 сентября 1939 года Войрш был назначен рейхсфюрером СС Генрихом Гиммлером «особым командующим полиции» («Sonderbefehlshaber der Polizei») и командующим «Айнзатцгруппой фон Войрш» («Einsatzgruppe z.b.V. von Woyrsch»), действовавшей на оккупированных германскими войсками территориях Польши. Айнзатцгруппа Войрша развернула в Польше, главным образом в Верхней Силезии, Данциге, Бромберге и Грауденце, массовый террор против интеллигенции, евреев, военнопленных и гражданского населения. В течение месяца ею было уничтожено 7 тысяч евреев и других гражданских лиц. С этих событий в определённом смысле возможно говорить о начале Холокоста как политики уничтожения евреев нацистами. Подчинённые Войршу части проявляли беспрецедентную жестокость, даже по сравнению с другими эйнзатцгруппами. Действия Войрша вызвали резкий протест армейского командования, в том числе генералов Герда фон Рундштедта и Йоханнеса Бласковица, потребовавших немедленного прекращения преследования евреев.
С 20 апреля 1940 года до 11 февраля 1944 года — высший руководитель СС и полиции и командир оберабшнита СС «Эльба» (штаб-квартира — Дрезден). Потерял свой пост благодаря интригам саксонского гауляйтера Мартина Мучмана.
После окончания войны арестован и в 1948 году приговорён за военные преступления к 20 годам заключения. В 1952 году освобождён. В 1957 году был вновь арестован и на втором судебном процессе в Ольденбурге в 1957 году за его роль в «Ночи длинных ножей» приговорён к 10 годам заключения. В 1960 году освобождён.

## Награды
- Железный крест (1914) 2-го и 1-го класса (Королевство Пруссия)
- Почётный крест Первой мировой войны 1914/1918 с мечами (1934)
- Крест «За военные заслуги» (1939) 2-го и 1-го класса с мечами
- Золотой партийный знак НСДАП (30 января 1943 года)
- Медаль «За выслугу лет в НСДАП» в серебре и бронзе
- Медаль «За выслугу лет в СС» 4-й степени
- Спортивный знак немецкого имперского союза физической культуры[нем.] в золоте
- Почётная шпага рейхсфюрера СС
- Кольцо «Мёртвая голова»